# Louise-Anastasia Serment
Louise-Anastasia Serment (Grenoble, Francia, 1642 - París, 1692)  fue una poetisa y música francesa del siglo XVII. Aunque nació en Grenoble, Serment se mudó a París en donde realizó sus estudios en filosofía naturalista y donde residió por el resto de vida. No quería ser una científica sino que estaba interesada en conocer las últimas ideas de Descartes y su siglo. Representaba a las seguidoras del filósofo. Serment escribía.  Ettienne Pavillon recuerda a Serment como coautora en distintas operas con Philippe Quinault y asegura que las mejores partes fueron fruto del trabajo de ella. Quinault era conocido como libretista y asistente de Jean-Baptiste Lully y fue el autor de Cadmus et Hermione,  Généreuse ingratitude, Fantôme amoureux,  Fêtes de l’Amour et de Bacchus, Alceste, Le Triomphe de l’Amour, Phaéton,  Le Temple de la Paix, Thésée, Bellérophon, Feint Alcibiade y muchos otros. Sus libretos eran muy exitosos en esa época.  Los poemas de Serment los escribía en su lengua materna y en latín. Según Pavillon, Louise-Anastasia Serment era la amante de Quinault. Colaboraba en sus libretos pero él se llevaba el mérito, a pesar de que ella también era muy reconocida en su época, incluso fue admitida en la Academia Ricovrati de Padua, o Accademia dei Ricovrati en italiano (Academia de Refugios), fundada Padua en 1599, que formaba parte del pequeño selecto grupo de academias que aceptaba recibir mujeres, aunque  solo como asociadas honorarias, sin derecho a voto ni a ocupar cargos administrativos.  Serment falleció a la edad de 50 años, en París, Francia.